# Faye, Loir-et-Cher

Faye este o comună în departamentul Loir-et-Cher, Franța. În 1 ianuarie 2022 avea o populație de 220 de locuitori.